# Interestatal H-201
La Interestatal H-201 (abreviada H-201) es una autopista interestatal ubicada en el estado de Hawái. La autopista inicia en el Oeste desde la Ruta 99     en Aiea hacia el Este en la I 1  en Honolulu. La autopista tiene una longitud de 7,4 km (4.6 mi).

## Mantenimiento
Al igual que las carreteras estatales, las carreteras federales, la Interestatal H-201 es administrada y mantenida por el Departamento de Transporte de Hawái por sus siglas en inglés HDOT.

## Cruces
La Interestatal H-201 es atravesada principalmente por la  I 1  I 3   en Halawa.